# Luis Fernández Gutiérrez
Luis Fernández Gutiérrez (Argomilla, Cantabria, España; 27 de septiembre de 1972) es un exfutbolista y entrenador español. Jugaba de defensa en el lateral izquierdo. Es tío del futbolista Víctor Fernández Maza.

## Trayectoria

### Como jugador
Comenzó jugando en las secciones inferiores del Club Deportivo Cayón, de donde pasó al Atlético Perines y al Racing de Santander sub-19. Luego volvió a jugar en el Cayón y en la temporada 1992-1993 fichó por la Gimnástica de Torrelavega, de donde le recuperó el Racing de Santander en 1993 ya en Primera división. En 1996 fue traspasado al Real Betis Balompié con el que militó en Primera división, salvo la temporada 2000-2001 que lo hizo en Segunda división.
Ha participado en tres eliminatorias de la Copa de la UEFA todas ellas con la camiseta del Real Betis Balompié en las temporadas 1996-1997, 1997-1998 y 2002-2003
Regresó de nuevo al Racing de Santander en la temporada 2006-2007 en el llamado proceso de "cantabrización" del Racing de Santander llevado a cabo por el presidente Francisco Pernía aunque una grave lesión apartó de los terrenos de juego casi media temporada.
Debido a esta lesión esta temporada, el Racing pidió a LaLiga que retirara su ficha. Al final, LaLiga desestimó la petición del Racing.
El 19 de abril de 2009 jugó su partido 300 en Primera División en el partido frente al RCD Español en Montjuic.

### Como entrenador
Tras su retirada formó parte del cuerpo técnico del Racing. También regenta la pizzería La Ardilla en la localidad de Sarón, en su municipio natal.
En la temporada 2019-20, asume el cargo de entrenador del Club Deportivo Cayón de la Tercera Federación.
El 23 de abril de 2023, lograría el ascenso a la Segunda Federación, tras proclamarse campeón del grupo cántabro de la Tercera Federación. Tras descender en la temporada 2023-24, el club comunicó que no seguiría entrenando al equipo.

## Clubes

### Como jugador
| Club                          | País          | Temporada     | Encuentros disputados | Goles |
| ----------------------------- | ------------- | ------------- | --------------------- | ----- |
| Gimnástica de Torrelavega     | España        | 1992-1993     |                       |       |
| Real Racing Club de Santander | España        | 1993-1994     | 1                     | 0     |
| Real Racing Club de Santander | España        | 1994-1995     | 13                    | 1     |
| Real Racing Club de Santander | España        | 1995-1996     | 39                    | 2     |
| Real Betis Balompié           | España        | 1996-1997     | 18                    | 0     |
| Real Betis Balompié           | España        | 1997-1998     | 13                    | 0     |
| Real Betis Balompié           | España        | 1998-1999     | 36                    | 0     |
| Real Betis Balompié           | España        | 1999-2000     | 21                    | 0     |
| Real Betis Balompié           | España        | 2000-2001     | 18                    | 1     |
| Real Betis Balompié           | España        | 2001-2002     | 30                    | 0     |
| Real Betis Balompié           | España        | 2002-2003     | 30                    | 0     |
| Real Betis Balompié           | España        | 2003-2004     | 21                    | 0     |
| Real Betis Balompié           | España        | 2004-2005     | 22                    | 0     |
| Real Betis Balompié           | España        | 2005-2006     | 19                    | 1     |
| Real Racing Club de Santander | España        | 2006-2007     | 16                    | 0     |
| Real Racing Club de Santander | España        | 2007-2008     | 18                    | 0     |
| Real Racing Club de Santander | España        | 2008-2009     | 2                     | 0     |
| Total carrera                 | Total carrera | Total carrera | 317                   | 5     |

### Como entrenador
| Club                 | País   | Año       |
| -------------------- | ------ | --------- |
| Club Deportivo Cayón | España | 2019-2024 |

## Palmarés

### Como jugador

#### Títulos nacionales
| Título       | Club                | País   | Año     |
| ------------ | ------------------- | ------ | ------- |
| Copa del Rey | Real Betis Balompié | España | 2004-05 |